# Besiana Kadare
Besiana Kadare   (Tirana, 1972) és una diplomàtica albanesa. Kadare té un màster en literatura moderna i comparada i un diploma d'estudis superiors especialitzats en literatura especialitzada moderna per la Universitat Sorbona París-IV.
Va exercir com a ambaixadora extraordinària plenipotenciària d'Albània a les Nacions Unides, vicepresidenta de l'Assemblea General de les Nacions Unides per a la seva 75a sessió i ambaixadora d'Albània a Cuba. Albània va formar part del Consell de Seguretat de l'ONU durant un mandat de dos anys, el 2022 i el 2023. Anteriorment, del 2011 al 2016, va ser ambaixadora extraordinària i plenipotenciària d'Albània i delegada permanent a l'UNESCO, a París.
És filla dels escriptors Helena Kadare i Ismail Kadare.